# Terminal Bandeira Brasil
O Terminal Bandeira Brasil ou Terminal Taquara - Bandeira Brasil, é um terminal de ônibus urbanos municipais localizado no bairro da Taquara, no município do Rio de Janeiro.

## Histórico
O Terminal foi construído em um terreno baldio localizado na Estrada dos Bandeirantes e no antigo terreno de uma filial do Mc'Donalds do bairro, que foi desapropriada para a construção. Após essa fase, houve a contenção da encosta situada na esquina das Estradas Rodrigues Caldas e a via citada anteriormente e a terraplanagem da área.
Depois houve a construção do terminal e o mesmo foi inaugurado no dia 2 de junho de 2014, junto com o BRT TransCarioca.  

## Origem do nome do Terminal
O nome do Terminal é uma homenagem ao cantor e compositor Alcemir Gomes Bastos, o Bandeira Brasil. Falecido em 2013, aos 63 anos, Bandeira Brasil compôs mais de cem sambas que foram cantados por vários bambas como Zeca Pagodinho, Elza Soares e Beth Carvalho. Suas principais canções são: Ópio (1985), Feira de São Cristóvão (1987), Tamarineira (2003) e À vera (2005). Bandeira era frequentador dos pagodes do Cacique de Ramos na década de 80, pertenceu a ala dos compositores da Portela, Caprichosos de Pilares e Escola de Artes Negras do Quilombo e era organizador de projetos como o Bonde do Samba, que objetivava a reaparição do carnaval nos Bondes de Santa Tereza.

## Localização
O Terminal Bandeira Brasil é localizado na Estrada dos Bandeirantes (pista sentido Vargem Grande), próximo ao Largo da Taquara e ao lado da Estação Taquara do BRT TransCarioca.

## Instalações
O Terminal tem formato de pista oval e é composto por duas plataformas. Possui duas agulhas de saída, uma para a Estrada dos Bandeirantes e outra para a Estrada Rodrigues Caldas e uma de entrada, pela Rodrigues Caldas. As plataformas são dotadas de cobertura e são acessíveis para portadores de deficiência pois podem acessar a mesma pela passarela, que possuem rampas, ou pelas travessias de pedestres, que são adaptadas.
Em 17 de dezembro de 2014, entrou em funcionamento no Terminal um posto de vendas da RioCard. Neste local é há atendimento e pode-se realizar compra de cartões e recarga. O posto funciona de segunda a sexta das 9 às 18 horas.

## Galeria

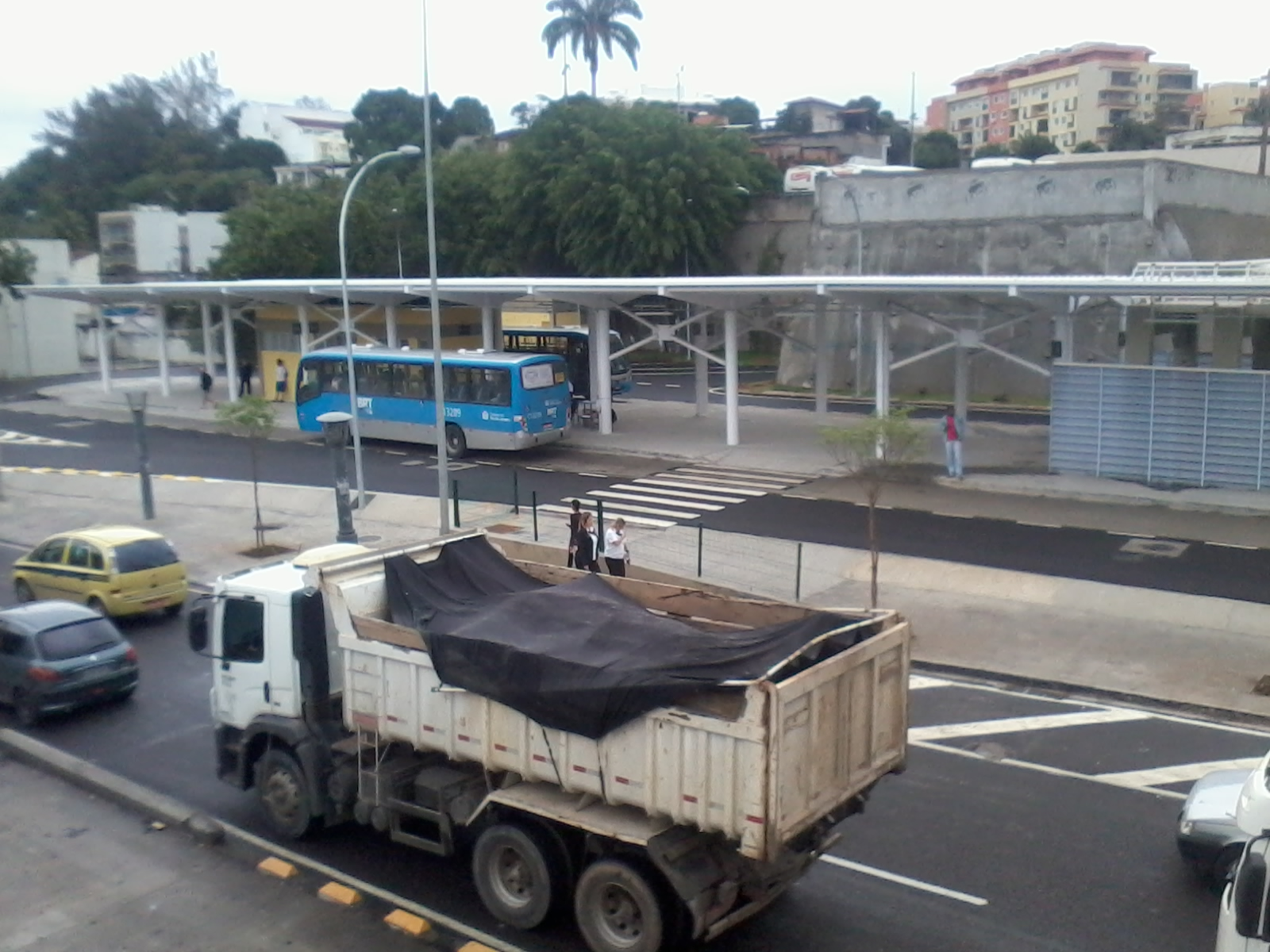
Ônibus alimentador do BRT estacionado no Terminal
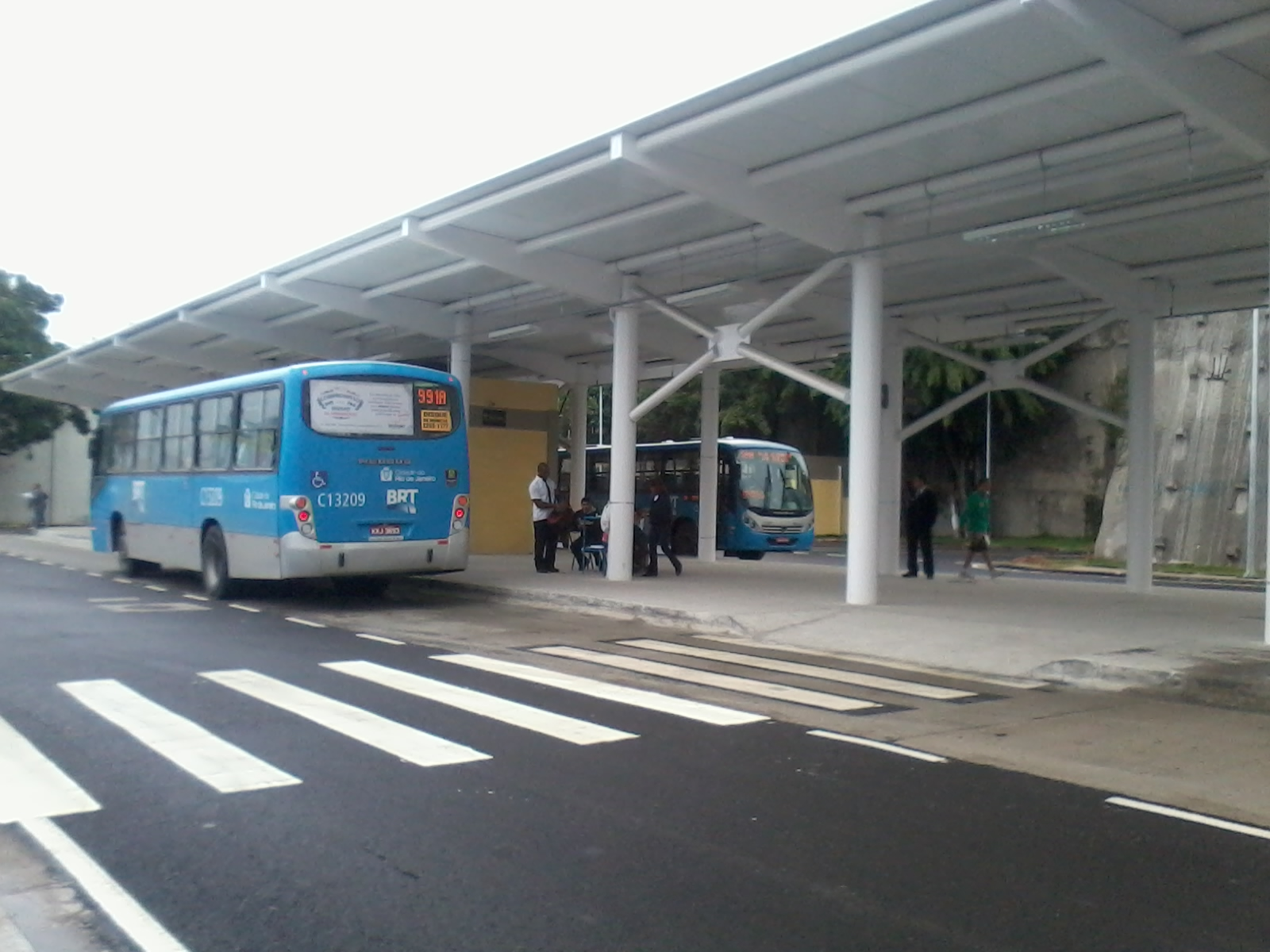
Travessia de pedestres da Estrada dos Bandeirantes para o Terminal
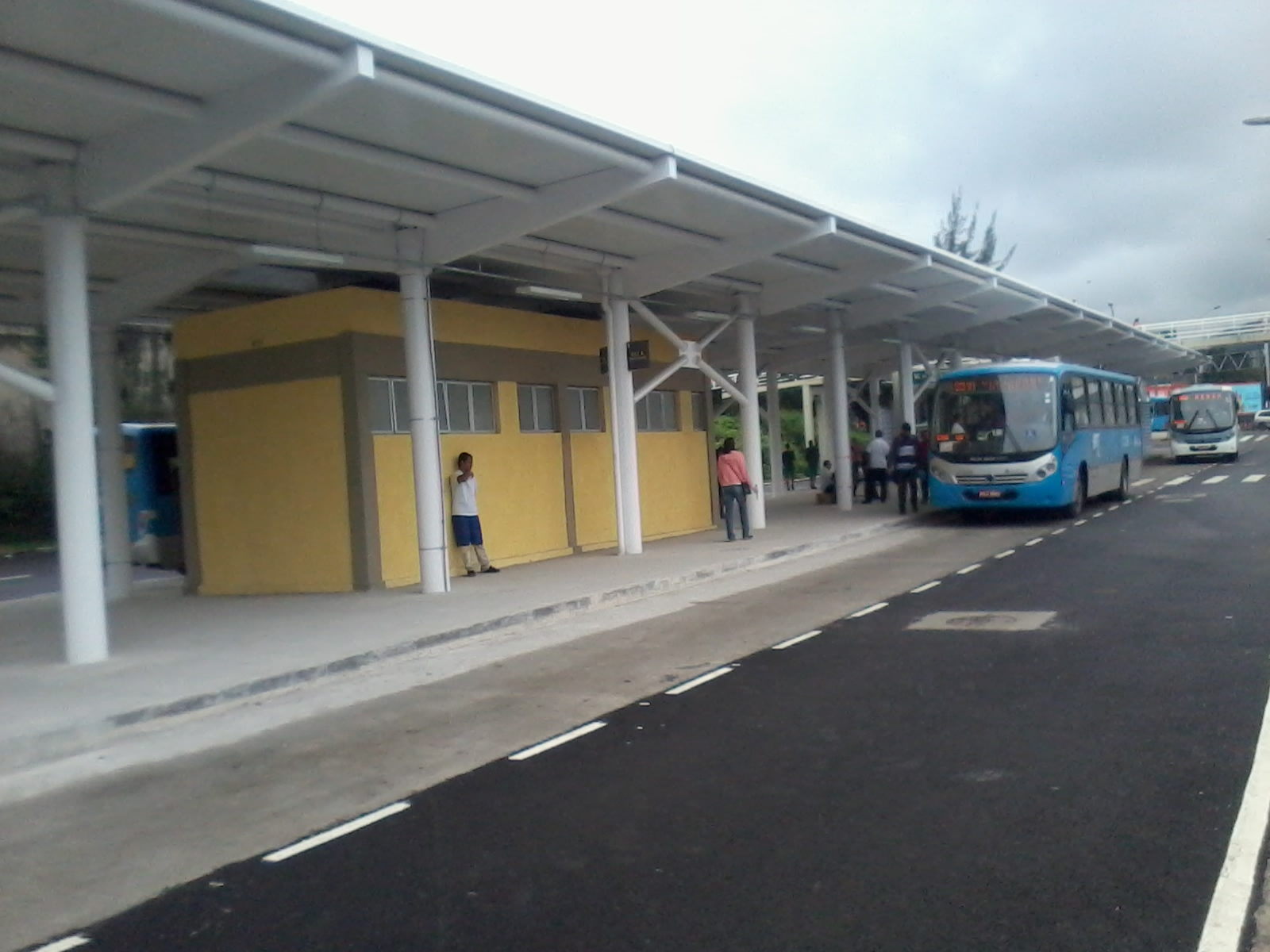
Plataforma do Terminal Bandeira Brasil